# Inge Bengtsson
Bengt Rolf Inge Bengtsson (* 8. April 1934 in Anderstorp; † 26. Januar 2005 in Gnosjö) war ein schwedischer Fußballspieler. Der Mittelfeldspieler stand in 101 Spielen in der Allsvenskan für AIK auf dem Platz und erzielte dabei 13 Tore.

## Laufbahn
Bengtsson begann mit dem Fußballspielen in seinem Heimatort bei Anderstorps IF, ehe er 1952 ins ebenfalls in Jönköpings län gelegene Gnosjö zu Gnosjö IF wechselte. Bereits ein Jahr später zog er zum Drittligisten IS Halmia weiter, mit dem er am Ende der Spielzeit in die zweite Liga aufstieg. Über Anderstorps IF kam er 1958 zu AIK in die Allsvenskan.
Bengtsson debütierte gegen Ende der Marathonsaison 1957/58 am 7. September 1958 bei der 2:4-Auswärtsniederlage bei IFK Norrköping in der schwedischen Eliteserie. Bis zu seinem ersten Tor im Oberhaus musste er jedoch bis zur folgenden Spielzeit warten, das er am 12. Mai 1959 beim 3:1-Sieg über Halmstads BK erzielte. Dabei gelang ihm in der 59. Spielminute der Treffer zum Endstand. In der Folgezeit kam der bei Electrolux angestellte Spieler regelmäßig zum Einsatz und bestritt einen Großteil der Ligaspiele. Die Spielzeit 1961 beendete der Klub nur als Tabellenelfter und damit auf einem Abstiegsplatz. Bengtsson blieb dem Klub in der zweiten Liga treu und trug entscheidend zum direkten Wiederaufstieg bei: Als Meister der Division II Svealand trat AIK in den Aufstiegsspielen an, wo es am letzten Spieltag zum Fernduell mit Landskrona BoIS um den Aufstieg kam. Erst in der letzten Spielminute gelang Benny Söderling nach Vorarbeit von Bengtsson der Treffer, der AIK Dank des besseren Torverhältnisses die Rückkehr ermöglichte. In der ersten Liga gehörte Bengtsson weiterhin zu den Stammkräften und half dem Klub, sich in den folgenden Jahren im vorderen Tabellenbereich zu etablieren.
1966 verließ Bengtsson AIK und wechselte zum Viertligisten IF Brommapojkarna, der aus der Fünftklassigkeit aufgestiegen war. Nach anderthalb Jahren beim Klub aus Bromma kehrte er zu Gnosjö IF zurück. Der Verein spielte mittlerweile zweitklassig. 1968 musste er mit dem Klub absteigen, zwei Jahre später gelang der Wiederaufstieg. Nach Saisonende beendete er seine aktive Laufbahn. Später war er als Abteilungsleiter beim Verein tätig.

## Erwähnenswertes
Sein Bruder Jörgen Bengtsson spielte ebenso für AIK in der Allsvenskan.